# Анатолійська плита
Анатолійська плита — континентальна  тектонічна плита, яка майже вся розташована на теренах Туреччини. Має площу — 0,01418  стерадіан. Зазвичай розглядається у складі Євразійської плити.

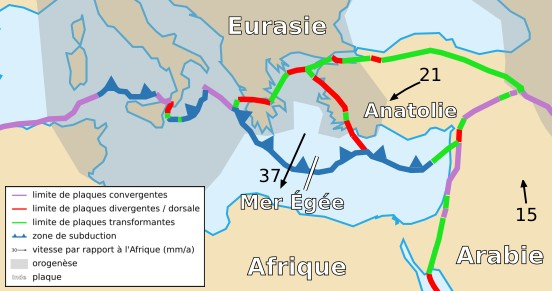
Анатолійська плита

Східний край — межує з Аравійською плитою, лівобічним трансформаційним Східно-Анатолійським розломом.
На півдні і південному заході має конвергентну границю з Африканською плитою, яка проявляється в особливостях стиснення океанічної кори під Середземним морем, а також в межах континентальної кори Анатолії, а також в зонах субдукції вздовж Грецьких і Кіпрських дуг.  
Західний край має дивергентну границю з плитою Егейського моря. 
Північний край по межі з Євразійською плитою утворює Північноанатолійську зону розлому завдовжки в 500 міль. В її західному краю розташован вулканічний підводний Північноегейський розлом, який прямує через середину Егейського моря. Зона розлому далі прямує під Грецією і далі під Іонічне і Адріатичне моря. В результаті активної взаємодії і руху уздовж цих головних розломів, сотні землетрусів різних потужностей записуються щороку  в цьому регіоні.
Анатолійська плита рухається на захід (2-2,5 см/рік), оскільки на неї тисне Євразійська плита з півночі,  Африканська плита і Аравійська плита з півдня.